# Triathlon na Światowych Wojskowych Igrzyskach Sportowych 1995
Triathlon na 1. Światowych Wojskowych Igrzyskach Sportowych – zawody dla sportowców-żołnierzy zorganizowane przez Międzynarodową Radę Sportu Wojskowego, które odbyły się w indyjskim Hajdarabadzie we wrześniu 1995 roku podczas igrzysk wojskowych. 
Najwięcej medali zdobyli reprezentanci Niemiec 4 (w tym 2 złote i 2 srebrne).

## Konkurencje
Triathlon – wszechstronna dyscyplina sportowa będąca kombinacją pływania, kolarstwa i biegania. Zawodnik kolejno: płynie, jedzie na rowerze i biegnie. Czas zmiany stroju i sprzętu sportowego wlicza się do wyniku (czasu) końcowego zawodnika.
Kobiety
- indywidualnie, drużynowo

Mężczyźni
- indywidualnie, drużynowo

Sztafeta mieszana
- drużynowo

## Rezultaty

### Mężczyźni
| Konkurencja   | Złoto                      | Złoto   | Srebro               | Srebro  | Brąz                        | Brąz    |
| Konkurencja   | Drużyna / Zawodnik         | Wynik   | Drużyna / Zawodnik   | Wynik   | Drużyna / Zawodnik          | Wynik   |
| indywidualnie | Thomas Hellriegel · Niemcy | 1:48:45 | Dimitri Gaag · Rosja | 1:49:33 | Aleksander Merzołow · Rosja | 1:49:49 |
| drużynowo     | Niemcy ·                   | 5:30:09 | Rosja ·              | 5:30:33 | Francja ·                   | 5:32:17 |

### Kobiety
| Konkurencja   | Złoto                 | Złoto   | Srebro                        | Srebro  | Brąz                   | Brąz    |
| Konkurencja   | Drużyna / Zawodniczka | Wynik   | Drużyna / Zawodniczka         | Wynik   | Drużyna / Zawodniczka  | Wynik   |
| indywidualnie | Lydie Reuze · Francja | 2:02:45 | Brigitte Scheithauer · Niemcy | 2:06:51 | Hilde Vellens · Belgia | 2:09:35 |
| drużynowo     | Kanada ·              | 4:25:37 | Belgia ·                      | 4:26:44 | Chiny ·                | 4:27:15 |

### Sztafeta mieszana
| Konkurencja | Złoto                            | Złoto   | Srebro                           | Srebro  | Brąz                             | Brąz    |
| Konkurencja | Drużyna (Zawodniczka / zawodnik) | Wynik   | Drużyna (Zawodniczka / zawodnik) | Wynik   | Drużyna (Zawodniczka / zawodnik) | Wynik   |
| drużynowo   | Francja ·                        | 7:35:06 | Niemcy ·                         | 7:37:00 | Rosja ·                          | 7:44:49 |

## Klasyfikacja medalowa
| Miejsce           | Reprezentacja     | Złoto | Srebro | Brąz | Razem |
| ----------------- | ----------------- | ----- | ------ | ---- | ----- |
| 1                 | Niemcy            | 2     | 2      | 0    | 4     |
| 2                 | Francja           | 2     | 0      | 1    | 3     |
| 3                 | Kanada            | 1     | 0      | 0    | 1     |
| 4                 | Rosja             | 0     | 2      | 2    | 4     |
| 5                 | Belgia            | 0     | 1      | 1    | 2     |
| 6                 | Chiny             | 0     | 0      | 1    | 1     |
| Ogółem (6 państw) | Ogółem (6 państw) | 5     | 5      | 5    | 15    |

Źródło: